# Dirk Staudinger
Dirk Staudinger (* 8. Januar 1973 in Hamburg) ist ein deutscher Berater im Bereich Marken, Trends und Kommunikation, Kunsthändler und ehemaliger Hockey-Bundesliga- und Nationalspieler.

## Leben
Dirk Staudinger wurde in Hamburg geboren. Er hat zwei Söhne. Seine Unternehmen Cc Consultancy und Circle Culture sind in Berlin und Hamburg angesiedelt. Seit 2015 sind seine Unternehmen auch in Los Angeles aktiv.

## Sportliche Karriere
In der Zeit zwischen 1979 und 1998 war Staudinger als Hockeyspieler beim Großflottbeker Tennis- und Hockey Club und Harvestehuder Hockey Club aktiv. Als Hockey-Bundesliga- und Nationalspieler mit neun Länderspielen gewann er mehrere DM-Titel und nahm an folgenden Meisterschaften teil:
- 1987/1988 U14 Junioren Europameisterschaft
- 1989/1990 U16 Junioren Europameisterschaft
- 1992 Militärweltmeister
- 1994 BMW Trophy
- 1995 Europapokalsieger der Pokalsieger
- 1994/1996 Deutscher Meister Halle
- 1996 Deutscher Meister Feld
- 1997/1998 Europapokalsieger der Landesmeister Halle
- 1997 Deutscher Pokalsieger[3]

Neben seiner eigenen Sportlerkarriere war er auch als Hockeytrainer tätig.

## Beruflicher Werdegang
Dirk Staudinger studierte Sportmanagement am IST Studieninstitut Düsseldorf und Betriebswirtschaftslehre an der Universität Hamburg. Während seines Studiums arbeitete er als Jugend-Kulturberater und Trendscout für die englische Werbeagentur Bartle Bogle Hegarty, die deutsche Agentur Trendbüro, die international tätige Marketingagentur Kantar Added Value (früher The Added Value Company) und den britischen Semiotiker Greg Rowland.
In den Jahren 1998 bis 1999 war er als eigenständiger Produzent und Moderator für MTV Deutschland tätig. In dieser Zeit produzierte er in Zusammenarbeit mit dem Kameramann Henrik Peschel u. a. das Video K2 von Absolute Beginner feat. Samy Deluxe, Das Bo, Dendemann, Ferris Mc, Eins Zwo. Im Jahr 1999 produzierte und moderierte er die Lifestylesendung Water und die Musiksendung On Earth bei Cyberradio, dem ersten Online-Radiosender Deutschlands. Staudinger war als Autor für das im Jahr 2000 vom Dudenverlag veröffentlichte Wörterbuch der Szenesprachen tätig.
2001 gründete er gemeinsam mit Johann Haehling von Lanzenauer und Oliver Litten die kreative und strategische Marken- und Kommunikationsberatung Cc. Zu den Kunden der Agentur gehören der Sportartikelhersteller Nike, Beiersdorf AG, die Modekonzerne H&M, Uniqlo und Chanel, der Getränke- und Mediakonzern Red Bull, die Möbelmarke Ikea, die Technologiekonzerne Apple und Microsoft, die Lifestyle-Marke Converse, der Lifesciene-Konzern Bayer sowie die Automobilmarke Mini, die Medientitel Gala und Grazia und der Konzern Unilever, und kulturelle Institutionen wie Art Basel Miami Beach, die Helmut Newton Foundation und die Berlinische Galerie – Museum für Moderne Kunst. Zudem ist Staudinger als Redner bei Konferenzen und Seminaren zu dem Thema Marketing und Innovation in der Kommunikation aktiv.
Gemeinsam mit Haehling von Lanzenauer gründete er 2001 in Berlin die Kultur- und Kunstplattform Circle Culture, die sich der Förderung und dem Handel von Urban Art verschrieb. Seit 2011 widmet sich Circle Culture internationaler bildender Kunst und zeitgenössischer Kultur in einem weiteren Spektrum. Ab 2010 etablierte Staudinger das Unternehmen durch Pop-Up-Ausstellungen auch in Hamburg, wo 2012 die zweite Niederlassung folgte. Circle Culture stellt u. a. die Künstler Stefan Strumbel, Katrin Fridriks, XOOOOX, Shepard Fairey, JR, Arno Rink, Ross Bleckner, Jonathan Yeo, Raymond Pettibon und Corita Kent aus.
Gemeinsam mit Johann Haehling von Lanzenauer und dem amerikanischen Künstler, Kurator und Filmemacher Aaron Rose aus Los Angeles ist Staudinger Gründungspartner von The Conversation, einem nomadischen Kulturprojekt für Konzepte verschiedener kreativer Disziplinen. La Rosa Social Club ist eine wandernde Künstlerbar, die sich als soziale Skulptur versteht und bisher in Los Angeles, Berlin und Sydney gezeigt wurde.
Zwischen 1995 und 2002 war er in Los Angeles, New York, London, Paris, Madrid und Mailand als Protagonist für Musikvideos, Modeproduktionen, Kurzfilme und Werbespots für Modefirmen und Industriekunden wie Calvin Klein, Levi’s, Otto, Ferrero, Esso und Medien wie Fit for Fun, Stern, NDR2, und ID Magazine tätig. 1995 war er außerdem Laufstegmodel für den amerikanischen Modedesigner Tommy Hilfiger.